# Mauckport
Mauckport is een plaats (town) in de Amerikaanse staat Indiana, en valt bestuurlijk gezien onder Harrison County.

## Demografie
Bij de volkstelling in 2000 werd het aantal inwoners vastgesteld op 83.
In 2006 is het aantal inwoners door het United States Census Bureau geschat op 85, een stijging van 2 (2,4%).

## Geografie
Volgens het United States Census Bureau beslaat de plaats een oppervlakte van
0,4 km², geheel bestaande uit land. Mauckport ligt op ongeveer 207 m boven zeeniveau.

## Plaatsen in de nabije omgeving
De onderstaande figuur toont nabijgelegen plaatsen in een straal van 20 km rond Mauckport.